# Кычкин, Иннокентий Семёнович
Иннокентий Семёнович Кычкин ― участник Великой Отечественной войны, снайпер, уничтожил 48 солдат и офицеров противника.

## Биография
Родился в 1920 году в селе Матта Мегюренского наслега Мегинского улуса Якутии.
Работал в сельсовете села Булгунняхтах, затем учителем истории и военного дела в школе. В 1940 году поступил в аспирантуру исторического факультета МГУ. 
Сразу после начала Великой Отечественной войны  мобилизован в Красную Армию. Воевал снайпером 562-го стрелкового полка 165-й стрелковой дивизии 52-й армии Волховского фронта. Затем был назначен командиром взвода разведчиков 482-го стрелкового полка 131-й стрелковой Ропшинской дивизии Леннградского фронта.
В качестве снайпера уничтожил 48 немецких солдат и офицеров. Был четыре раза ранен.
Победу встретил в звании старшего лейтенанта, начальника полковой разведки. На родину вернулся в 1946 году. Награжден орденами Красной Звезды (дважды), Отечественной войны I степени, медалями “За отвагу”, “За оборону Ленинграда”, “За победу над Германией”, нагрудным знаком “Снайпер”. 
После окончания Ленинградского высшего авиационного училища назначен заместителем начальника Якутского управления гражданской авиации по наземным службам. За успехи в мирном труде награжден орденом Трудового Красного Знамени, Дружбы народов и и “Знак Почета”, получил звание «Заслуженный работник народного хозяйства Республики Саха (Якутия)», «Отличник Аэрофлота».
Умер в 1992 году.